# Bełt Langelandzki
Bełt Langelandzki (duń. Langelandsbælt) – cieśnina na Morzu Bałtyckim, będąca południowym przedłużeniem Wielkiego Bełtu. Ma 55 km długości, 12 km szerokości (w najszerszym miejscu) i około 30 m głębokości. Oddziela wyspy Langeland (na zachodzie) i Lolland (na wschodzie). Wybrzeże Lollandu w rejonie cieśniny cechuje się szerokim, płytkim szelfem morskim z licznymi oznakowanymi mieliznami. Z kolei wschodnie wybrzeże Langelandu ma przeważnie wąski szelf, który nigdzie nie rozciąga się na więcej niż 1 kilometr od linii brzegowej. Żegluga przez cieśninę jest stosunkowo łatwa ze względu na jej prosty przebieg i czyste wody. Król Szwecji Karol X Gustaw przeprowadził swoje wojska przez zamarznięty pas cieśniny w dniach 5-6 lutego 1658 roku podczas marszu przez Bełty w ramach swojej pierwszej wojny z Danią.